# Ракка, Мауро
Мауро Ракка (итал. Mauro Racca, 3 апреля 1912 — 24 апреля 1977) — итальянский фехтовальщик-саблист, чемпион мира, призёр Олимпийских игр.

## Биография
Родился в 1912 году в Турине. В 1938 году стал обладателем золотой медали чемпионата мира.
В 1947 году вновь стал чемпионом мира. В 1948 году принял участие в Олимпийских играх в Лондоне, где стал обладателем серебряной медали. В 1949 и 1950 годах опять завоёвывал золотые медали чемпионатов мира. На чемпионате мира 1951 года завоевал серебряную медаль. В 1952 году принял участие в Олимпийских играх в Хельсинки, где стал обладателем серебряной медали. На чемпионате мира 1953 года завоевал серебряную медаль.